# 下山清
下山 清（しもやま きよし、1902年（明治35年）10月27日 - 1931年（昭和6年）12月16日）は、日本の歌人。

## 経歴
1902年、沼宮内（現：岩手県岩手郡岩手町沼宮内）に医師の私生児として生まれる。母親はその後理容師と結婚し、清は養父の元で育つ。
1914年、沼宮内小学校四年の頃、脳脊髄膜炎を患い、片方の目が見えなくなり両耳が聞こえなくなったため、学校から除籍される。以後、独学で古典や哲学書を読みこなし、多くの優れた短歌を作るようになった。
後の直木賞作家・森荘已池と知り合い、終生の友人となる。
1923年～1924年、「岩手日報」上で歌人・小原節三と論争する。
1924年7月頃、結核の友人を見舞い、看病したため自らも結核に感染する。
1924年8月15日、家を出て岩手県内を放浪する。
山田町で白土キクという初老の女性に出会い、手厚い看護を受ける。
1931年8月15日、歌集「わくら葉」が刊行される。
1931年12月16日、結核のため盛岡市内で死去。